# Cranioleuca pallida
A Cranioleuca pallida a madarak (Aves) osztályának verébalakúak (Passeriformes) rendjébe és a fazekasmadár-félék (Furnariidae) családjába tartozó faj.

## Rendszerezése
A fajt Maximilian zu Wied-Neuwied német herceg, felfedező és természettudós írta le 1831-ben, a Synallaxis nembe Synallaxis pallidus néven.

## Előfordulása
Dél-Amerikában, Brazília délkeleti részén honos. Természetes élőhelyei a szubtrópusi és trópusi síkvidéki és hegyi esőerdők. Állandó nem vonuló faj.

## Megjelenése
Testhossza 15 centiméter, testtömege 11–12 gramm.
|  |

## Életmódja
Ízeltlábúakkal táplálkozik.

## Természetvédelmi helyzete
Az elterjedési területe nagyon nagy, egyedszáma ugyan csökken, de még nem éri el a kritikus szintet. A Természetvédelmi Világszövetség Vörös listáján nem fenyegetett fajként szerepel.